# Temporada 2019-20 del Campeonato NACAM de Fórmula 4
La temporada 2019-20 del Campeonato NACAM de Fórmula 4 fue la quinta edición de dicho campeonato. Comenzó el 26 de octubre de 2019 en la Ciudad de México y finalizó el 1 de noviembre de 2020 en Monterrey.
El mexicano Noel León fue el ganador del Campeonato de Pilotos.

## Equipos y pilotos
Las escuderías y pilotos para la temporada 2019-20 fueron las siguientes:
| Equipo                 | No. | Piloto                 | Rondas   |
| ---------------------- | --- | ---------------------- | -------- |
| Telcel RPL Racing      | 2   | Andrés Pérez de Lara   | Todas    |
| Telcel RPL Racing      | 12  | Pablo Pérez de Lara    | 1–5      |
| Telcel RPL Racing      | 20  | Emiliano Richards      | 1–2      |
| Telcel RPL Racing      | 24  | Thomas Nepveu          | 6–7      |
| Telcel RPL Racing      | 99  | José Garfias           | Todas    |
| Sidral AGA-Checo Pérez | 3   | Jorge Garcíarce        | 2–7      |
| Sidral AGA-Checo Pérez | 33  | Jesse Carrasquedo Jr.  | 4–6      |
| Scuderia Martiga EG    | 5   | Kory Enders            | 1        |
| Scuderia Martiga EG    | 7   | Reece Gold             | 3        |
| Scuderia Martiga EG    | 17  | José Andrés Martínez   | 7        |
| Scuderia Martiga EG    | 22  | Nicholas Christodoulou | Todas    |
| Scuderia Martiga EG    | 68  | Nolan Siegel           | 2–4      |
| Scuderia Martiga EG    | 91  | Eduardo Barrichello    | 1        |
| Ram Racing             | 8   | Chara Mansur           | 1–4, 6–7 |
| Ram Racing             | 16  | Alejandro Berumen      | 5–7      |
| Ram Racing             | 19  | Noel León              | Todas    |
| Ram Racing             | 31  | Álex García            | 1–3      |
| Easy-Shop.com Racing   | 9   | Daniel Forcadell       | 1, 3     |
| Rand Team by Tiger     | 10  | Eloy López             | 1–2      |
| Air Bit                | 28  | Álex Servín            | 1–3      |
| MEA Racing             | 42  | Gil Molina             | 5–7      |
| FF&R IBC Group         | 53  | Mariano Martínez       | 1        |
| FF&R IBC Group         | 53  | Álex Servín            | 4        |
| FF&R IBC Group         | 66  | Daniel Escoto          | Todas    |
| Euromotor Sport        | 77  | David Morales          | Todas    |
|                        | 6   | Giorgio Dissegna       | 4        |

## Calendario
El calendario consistió de las siguientes 7 rondas.
| Ronda | Ronda | Circuito                                       | Fecha            |
| 2019  | 2019  | 2019                                           | 2019             |
| ----- | ----- | ---------------------------------------------- | ---------------- |
| 1     | C1    | Autódromo Hermanos Rodríguez, Ciudad de México | 26 de octubre    |
| 1     | C2    | Autódromo Hermanos Rodríguez, Ciudad de México | 27 de octubre    |
| 2     | C1    | Óvalo Aguascalientes México, Aguascalientes    | 14 de diciembre  |
| 2     | C2    | Óvalo Aguascalientes México, Aguascalientes    | 15 de diciembre  |
| 2     | C3    | Óvalo Aguascalientes México, Aguascalientes    | 15 de diciembre  |
| 2020  |       |                                                |                  |
| 3     | C1    | Autódromo Miguel E. Abed, Amozoc               | 25 de enero      |
| 3     | C2    | Autódromo Miguel E. Abed, Amozoc               | 26 de enero      |
| 3     | C3    | Autódromo Miguel E. Abed, Amozoc               | 26 de enero      |
| 4     | C1    | Autódromo Yucatán, Mayakoba                    | 29 de febrero    |
| 4     | C2    | Autódromo Yucatán, Mayakoba                    | 1 de marzo       |
| 4     | C3    | Autódromo Yucatán, Mayakoba                    | 1 de marzo       |
| 5     | C1    | Autódromo de Querétaro, El Marqués             | 22 de agosto     |
| 5     | C2    | Autódromo de Querétaro, El Marqués             | 23 de agosto     |
| 5     | C3    | Autódromo de Querétaro, El Marqués             | 23 de agosto     |
| 6     | C1    | Autódromo de Querétaro, El Marqués             | 19 de septiembre |
| 6     | C2    | Autódromo de Querétaro, El Marqués             | 20 de septiembre |
| 6     | C3    | Autódromo de Querétaro, El Marqués             | 20 de septiembre |
| 7     | C1    | Autódromo Monterrey, Apodaca                   | 31 de octubre    |
| 7     | C2    | Autódromo Monterrey, Apodaca                   | 1 de noviembre   |
| 7     | C3    | Autódromo Monterrey, Apodaca                   | 1 de noviembre   |

## Resultados
| Ronda | Ronda | Ronda                                          | Pole Position          | Vuelta rápida          | Piloto ganador         | Equipo ganador         |
| 2019  | 2019  | 2019                                           | 2019                   | 2019                   | 2019                   | 2019                   |
| ----- | ----- | ---------------------------------------------- | ---------------------- | ---------------------- | ---------------------- | ---------------------- |
| 1     | C1    | Autódromo Hermanos Rodríguez, Ciudad de México | Noel León              | José Garfias           | Nicholas Christodoulou | Scuderia Martiga EG    |
| 1     | C2    | Autódromo Hermanos Rodríguez, Ciudad de México |                        | Noel León              | Noel León              | Ram Racing             |
| 2     | C1    | Óvalo Aguascalientes México, Aguascalientes    | Andrés Pérez de Lara   | Pablo Pérez de Lara    | Andrés Pérez de Lara   | Telcel RPL Racing      |
| 2     | C2    | Óvalo Aguascalientes México, Aguascalientes    |                        | José Garfias           | Andrés Pérez de Lara   | Telcel RPL Racing      |
| 2     | C3    | Óvalo Aguascalientes México, Aguascalientes    | Pablo Pérez de Lara    | Nicholas Christodoulou | Noel León              | Ram Racing             |
| 2020  |       |                                                |                        |                        |                        |                        |
| 3     | C1    | Autódromo Miguel E. Abed, Amozoc               | Nicholas Christodoulou | Nicholas Christodoulou | Nicholas Christodoulou | Scuderia Martiga EG    |
| 3     | C2    | Autódromo Miguel E. Abed, Amozoc               |                        | Nicholas Christodoulou | José Garfias           | Telcel RPL Racing      |
| 3     | C3    | Autódromo Miguel E. Abed, Amozoc               | Noel León              | Nicholas Christodoulou | Noel León              | Ram Racing             |
| 4     | C1    | Autódromo Yucatán, Mayakoba                    | Noel León              | Noel León              | Noel León              | Ram Racing             |
| 4     | C2    | Autódromo Yucatán, Mayakoba                    |                        | Pablo Pérez de Lara    | Andrés Pérez de Lara   | Telcel RPL Racing      |
| 4     | C3    | Autódromo Yucatán, Mayakoba                    | Noel León              | Nicholas Christodoulou | José Garfias           | Telcel RPL Racing      |
| 5     | C1    | Autódromo de Querétaro, El Marqués             | Noel León              | Andrés Pérez de Lara   | Andrés Pérez de Lara   | Telcel RPL Racing      |
| 5     | C2    | Autódromo de Querétaro, El Marqués             |                        | Pablo Pérez de Lara    | Gil Molina             | MEA Racing             |
| 5     | C3    | Autódromo de Querétaro, El Marqués             | Noel León              | Noel León              | Noel León              | Ram Racing             |
| 6     | C1    | Autódromo de Querétaro, El Marqués             | Noel León              | Thomas Nepveu          | Thomas Nepveu          | Telcel RPL Racing      |
| 6     | C2    | Autódromo de Querétaro, El Marqués             |                        | Thomas Nepveu          | Jorge Garcíarce        | Sidral AGA-Checo Pérez |
| 6     | C3    | Autódromo de Querétaro, El Marqués             | Noel León              | Noel León              | Noel León              | Ram Racing             |
| 7     | C1    | Autódromo Monterrey, Apodaca                   | Noel León              | Nicholas Christodoulou | Nicholas Christodoulou | Scuderia Martiga EG    |
| 7     | C2    | Autódromo Monterrey, Apodaca                   |                        | Jorge Garcíarce        | José Garfias           | Telcel RPL Racing      |
| 7     | C3    | Autódromo Monterrey, Apodaca                   | Noel León              | Noel León              | Noel León              | Ram Racing             |

## Clasificaciones

### Sistema de puntuación
| Posición | 1  | 2  | 3  | 4  | 5  | 6 | 7 | 8 | 9 | 10 |
| Puntos   | 25 | 18 | 15 | 12 | 10 | 8 | 6 | 4 | 2 | 1  |

### Campeonato de Pilotos
| Pos.                                   | Piloto                 | AHR | AHR | AGS | AGS | AGS | PUE | PUE | PUE | MER | MER | MER | QUE1 | QUE1 | QUE1 | QUE2 | QUE2 | QUE2 | MTY | MTY | MTY | Puntos |
| -------------------------------------- | ---------------------- | --- | --- | --- | --- | --- | --- | --- | --- | --- | --- | --- | ---- | ---- | ---- | ---- | ---- | ---- | --- | --- | --- | ------ |
| 1                                      | Noel León              | 2   | 1   | 2   | 3   | 1   | 2   | 3   | 1   | 1   | 3   | Ret | 5    | Ret  | 1    | 11   | 6    | 1    | 2   | 3   | 1   | 325    |
| 2                                      | Nicholas Christodoulou | 1   | 2   | 6   | 4   | 3   | 1   | 4   | 3   | 2   | Ret | 2   | 4    | Ret  | 4    | 4    | 9    | 2    | 1   | 2   | 3   | 280    |
| 3                                      | Andrés Pérez de Lara   | 4   | 4   | 1   | 1   | 6   | 9   | 5   | 5   | 5   | 1   | 3   | 1    | Ret  | 9    | 3    | 3    | 5    | 3   | 7   | 5   | 252    |
| 4                                      | José Garfias           | 10  | Ret | 4   | 2   | 5   | 5   | 1   | 4   | 3   | 2   | 1   | 3    | Ret  | 5    | 7    | 4    | Ret  | 4   | 1   | 4   | 238    |
| 5                                      | Pablo Pérez de Lara    | Ret | 8   | 3   | 7   | 2   | 3   | 7   | 7   | 4   | 5   | 4   | 2    | Ret  | 2    |      |      |      |     |     |     | 140    |
| 6                                      | Jorge Garciarce        |     |     | 9   | 10  | 11  | 13  | 10  | 13  | 8   | 7   | Ret | 10   | NC   | 8    | 5    | 1    | 7    | NC  | 5   | 2   | 88     |
| 7                                      | Gil Molina             |     |     |     |     |     |     |     |     |     |     |     | 7    | 1    | 3    | 2    | 10   | 6    | Ret | 4   | Ret | 85     |
| 8                                      | Daniel Escoto          | 6   | 7   | 7   | 9   | 12  | 14  | 11  | 9   | 7   | 9   | 7   | 9    | 5    | 10   | 10   | 8    | 8    | 5   | NC  | 6   | 78     |
| 9                                      | David Morales          | 5   | 13  | 10  | 11  | Ret | 6   | 12  | 12† | Ret | 6   | 6   | 11   | 3    | 6    | 9    | 7    | 11   | 8   | 8   | Ret | 74     |
| 10                                     | Thomas Nepveu          |     |     |     |     |     |     |     |     |     |     |     |      |      |      | 1    | 2    | 3    | 6   | Ret | Ret | 66     |
| 11                                     | Nolan Siegel           |     |     | Ret | 5   | 8   | 7   | DSQ | 2   | Ret | 4   | 5   |      |      |      |      |      |      |     |     |     | 60     |
| 12                                     | Alejandro Berumen      |     |     |     |     |     |     |     |     |     |     |     | 8    | 2    | 7    | 6    | 5    | 9    | 9   | 6   | Ret | 58     |
| 13                                     | Jesse Carrasquedo Jr.  |     |     |     |     |     |     |     |     | Ret | 10  | 9   | 6    | 4    | 11   | 8    | 12   | 4    |     |     |     | 39     |
| 14                                     | Reece Gold             |     |     |     |     |     | 4   | 2   | 6   |     |     |     |      |      |      |      |      |      |     |     |     | 38     |
| 15                                     | Álex García            | 8   | 5   | Ret | 8   | 7   | 8   | 8   | 11† |     |     |     |      |      |      |      |      |      |     |     |     | 32     |
| 16                                     | Emiliano Richards      | Ret | 6   | Ret | 6   | 4   |     |     |     |     |     |     |      |      |      |      |      |      |     |     |     | 28     |
| 17                                     | Álex Servín            | 9   | 10  | 8   | Ret | Ret | 12  | 6   | Ret | 9   | 8   | 8   |      |      |      |      |      |      |     |     |     | 25     |
| 18                                     | Chara Mansur           | 11  | 9   | 5   | 12  | 9   | 11  | Ret | 10  | 6   | 11† | DNS |      |      |      | 12   | 11   | 10   | DNS | DNS | DNS | 24     |
| 19                                     | Eduardo Barrichello    | 3   | 14  |     |     |     |     |     |     |     |     |     |      |      |      |      |      |      |     |     |     | 15     |
| 20                                     | Mariano Martínez       | Ret | 3   |     |     |     |     |     |     |     |     |     |      |      |      |      |      |      |     |     |     | 15     |
| 21                                     | Daniel Forcadell       | 7   | 12  |     |     |     | 10  | 9   | 8   |     |     |     |      |      |      |      |      |      |     |     |     | 13     |
| 22                                     | José Andrés Martínez   |     |     |     |     |     |     |     |     |     |     |     |      |      |      |      |      |      | 7   | 9   | Ret | 8      |
| 23                                     | Eloy López             | 12  | 11  | Ret | 13  | 10  |     |     |     |     |     |     |      |      |      |      |      |      |     |     |     | 1      |
| —                                      | Kory Enders            | DNP | DNP |     |     |     |     |     |     |     |     |     |      |      |      |      |      |      |     |     |     | —      |
| Pilotos no elegibles para sumar puntos |                        |     |     |     |     |     |     |     |     |     |     |     |      |      |      |      |      |      |     |     |     |        |
| —                                      | Giorgio Dissegna       |     |     |     |     |     |     |     |     | 10  | DNS | 10  |      |      |      |      |      |      |     |     |     | —      |
| Pos.                                   | Piloto                 | AHR | AHR | AGS | AGS | AGS | PUE | PUE | PUE | MER | MER | MER | QUE1 | QUE1 | QUE1 | QUE2 | QUE2 | QUE2 | MTY | MTY | MTY | Puntos |

| Color     | Resultado                        |
| --------- | -------------------------------- |
| Oro       | Ganador                          |
| Plata     | 2.ª plaza                        |
| Bronce    | 3.ª plaza                        |
| Verde     | Finalizó en los puntos           |
| Azul      | Finalizó sin puntos              |
| Azul      | NC - No clasificado              |
| Violeta   | Ret - No terminó (Carrera)       |
| Rojo      | DNQ - No se clasificó            |
| Negro     | DSQ - Descalificado              |
| Blanco    | DNS - No empezó (carrera)        |
| Blanco    | WD - Retirado (fin de semana)    |
| Blanco    | C - Carrera cancelada            |
| Sin color | DNP - Inscrito pero no participó |
| Sin color | INJ - Lesionado                  |
| Sin color | EX - Excluido                    |

| Estado  | Resultado                                                               |
| ------- | ----------------------------------------------------------------------- |
| Negrita | Pole position                                                           |
| Cursiva | Vuelta rápida                                                           |
| †       | Abandona, pero clasifica al completar el porcentaje requerido para ello |